# Yulia (cantante)
Yulia Beredenko, nota semplicemente come Yulia o anche come Yulia Townsend e Yulia MacLean (Volgograd, gennaio 1986), è una cantante russa naturalizzata neozelandese.

## Biografia
Yulia e la madre sono emigrate dalla Russia a Christchurch, in Nuova Zelanda, nel 2002, dopo essere state abbandonate dal padre abusivo. Dopo gli studi, ha firmato un contratto discografico con Sony Music New Zealand ed ha iniziato a ricevere popolarità grazie al programma televisivo locale Good Living With Kerry Pierson.
Il primo album in studio, Into the West, è stato pubblicato nel 2004 ed è arrivato in cima alla classifica neozelandese degli album, venendo certificato quattro volte disco di platino per le 60 000 copie distribuite nel paese. A dicembre dello stesso anno è stato ripubblicato in una versione natalizia. Il secondo album Montage, uscito nel 2006, ha replicato il successo del precedente, piazzandosi primo nella classifica nazionale e ricevendo la certificazione di doppio disco di platino grazie alle 30 000 copie vendute.
Poco dopo la pubblicazione del secondo album, la cantante ha lasciato la Sony e ha deciso di cambiare completamente lavoro, diventando hostess. Nel 2007 ha incontrato  Glyn MacLean, proprietario della Oikos Music Group, che l'ha incoraggiata a riprendere la sua carriera discografica e che l'ha messa sotto contratto; i due si sono sposati ma hanno divorziato dopo aver avuto due figli.
Nel 2010 ha incontrato Craig Leon, con cui ha firmato un contratto per produrre la sua musica. Yulia avrebbe dovuto realizzare il suo terzo album in studio ma il progetto non è mai stato realizzato. Nel medesimo anno ha registrato e autoprodutto quattro concerti, presentati come CD dal vivo: Live at Mills Reef, Live at Mill Bay Haven, Enchanted Song e Live at Ascension Wine Estate.

## Discografia

### Album in studio
- 2004 – Into the West
- 2006 – Montage

### Album dal vivo
- 2010 – Live at Mills Reef
- 2010 – Live at Mill Bay Haven
- 2010 – Enchanted Song
- 2010 – Live at Ascension Wine Estate